# Bisdom Bragança Paulista
Het bisdom Bragança Paulista (Latijn: Dioecesis Brigantiensis in Brazilia) is een rooms-katholiek bisdom met als zetel Bragança Paulista, in Brazilië. Het bisdom is suffragaan aan het aartsbisdom Campinas.

## Geschiedenis
Het bisdom werd opgericht op 24 juli 1925, uit delen van het bisdom Campinas en het aartsbisdom São Paulo, als suffragaan van het aartsbisdom São Paulo. Op 19 april 1958 veranderde het van kerkprovincie en werd suffragaan aan het nieuw verheven aartsbisdom Campinas.

## Parochies
Het bisdom had in 2020 een oppervlakte van 4.493 km2 en telde 1.146.000 inwoners waarvan 77,4% rooms-katholiek was.

## Bisschoppen
- José Maurício da Rocha (4 februari 1927 - 24 november 1969)
- José Lafayette Ferreira Álvares (1 februari 1971 - 10 november 1976)
- Antônio Pedro Misiara (27 oktober 1976 - 17 mei 1995)
- Bruno Gamberini (17 mei 1995 - 2 juni 2004)
- José María Pinheiro (9 maart 2005 - 16 september 2009)
- Sérgio Aparecido Colombo (16 september 2009 - heden)

Campinas (aartsbisdom) · Amparo · Bragança Paulista · Limeira · Piracicaba · São Carlos